# Attila Laták
Attila Laták (9. září 1945 Budapešť, Maďarsko - 8. prosince 1991 tamtéž) byl maďarský zápasník, volnostylař.
V roce 1972 vybojoval bronzovou medaili na mistrovství Evropy. Ve stejné roce se účastnil olympijských her, kde vypadl v kategorii do 48 kg ve třetím kole.